# Кухня Малі

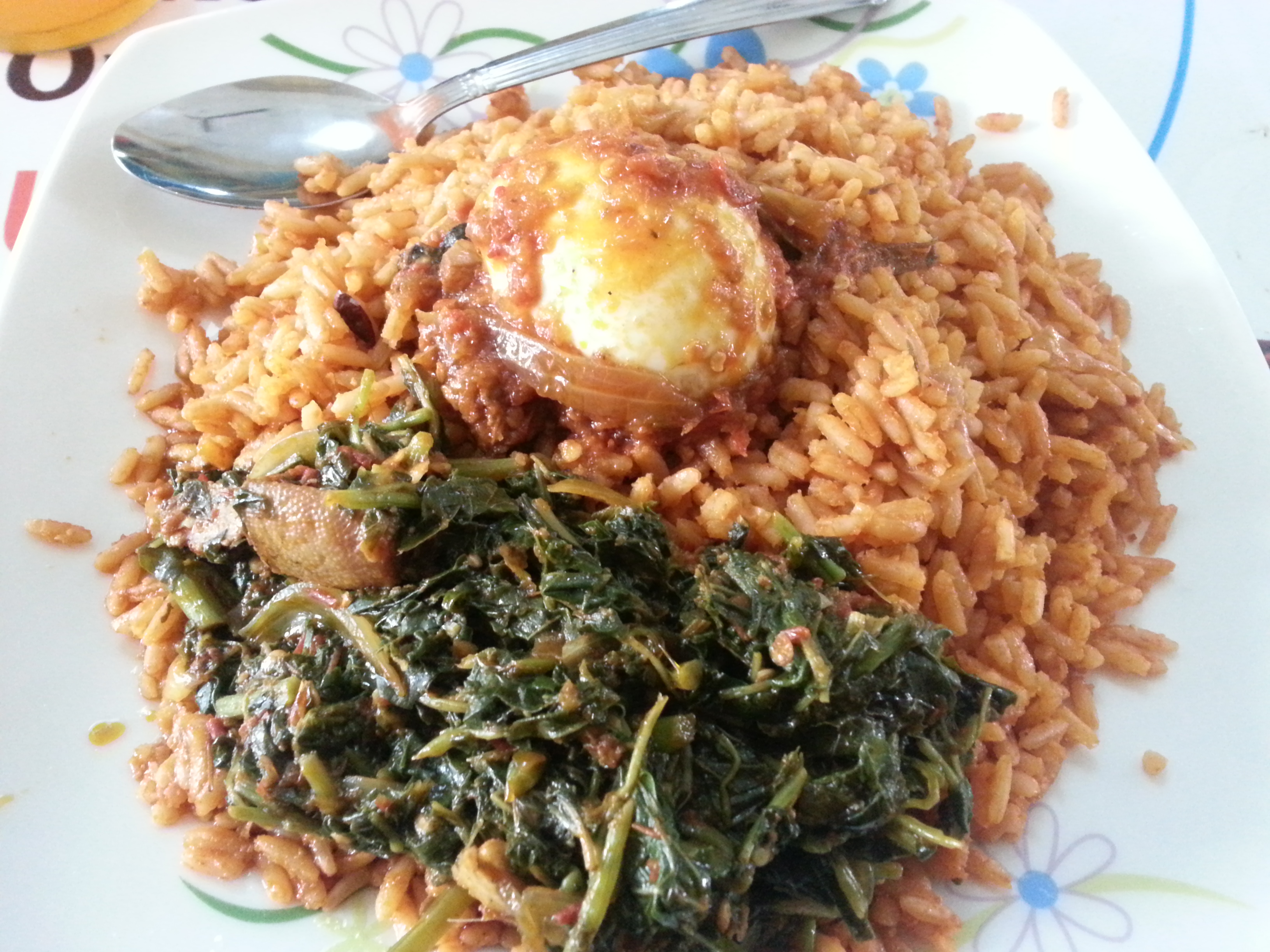
Рис джолоф з овочами та вареним яйцем

Малійська кухня є частиною західноафриканської кухні, варіюється в залежності від регіону Малі.
Основними зерновими культурами є рис та просо. З овочів культивуються картопля, батат, окра. Зерна, каші зазвичай готують з соусами з листя батата, пастою з ферментованого насіння ріжкового дерева — сумбала, насінням тамаринду, соусом з дрібно перемеленого сушеного листя баобаба — ороніг, або томатно-арахісовим соусом.
Традиційні страви в Малі — фуфу, рис джолоф та арахісове рагу (maafe).
Страви можуть супроводжуватися шматками смаженого м'яса: зазвичай це курка, баранина, яловичина або коза. Місцеве населення часто готує густі супи, заправлені сушеним листям баобаба, розели, джуту. Популярним фруктом є манго.

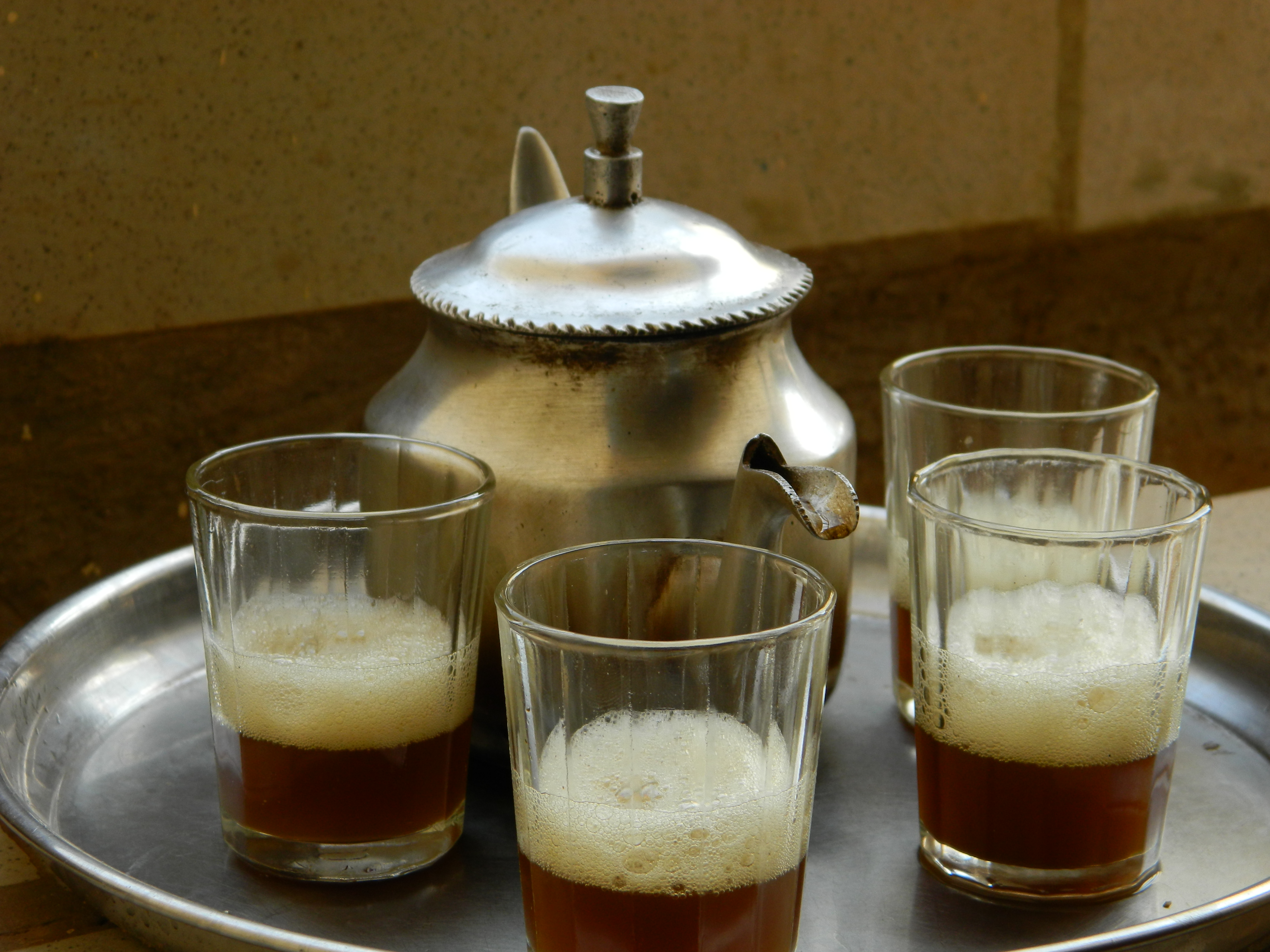
Малійський чай
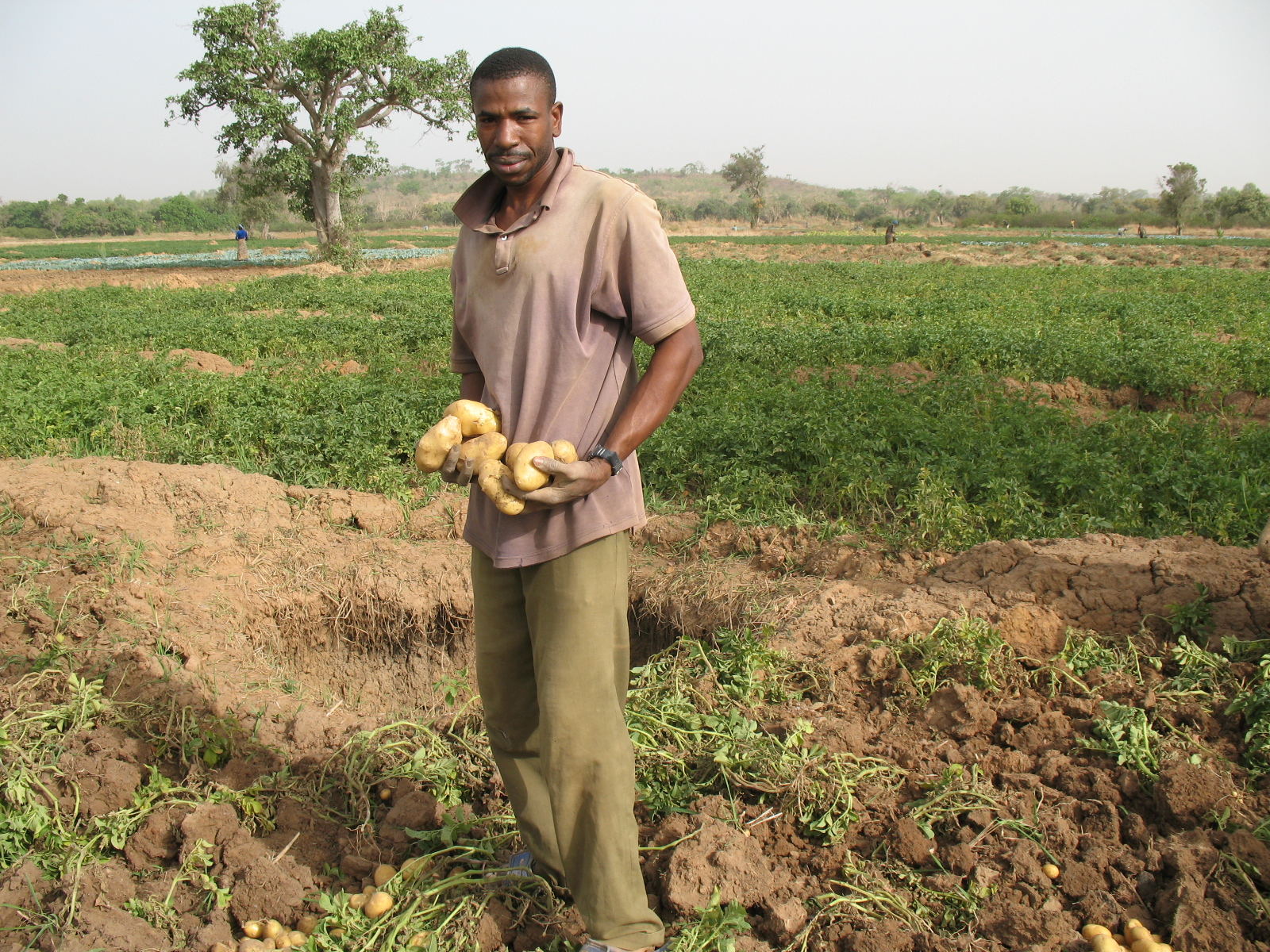
Фермер з картоплею
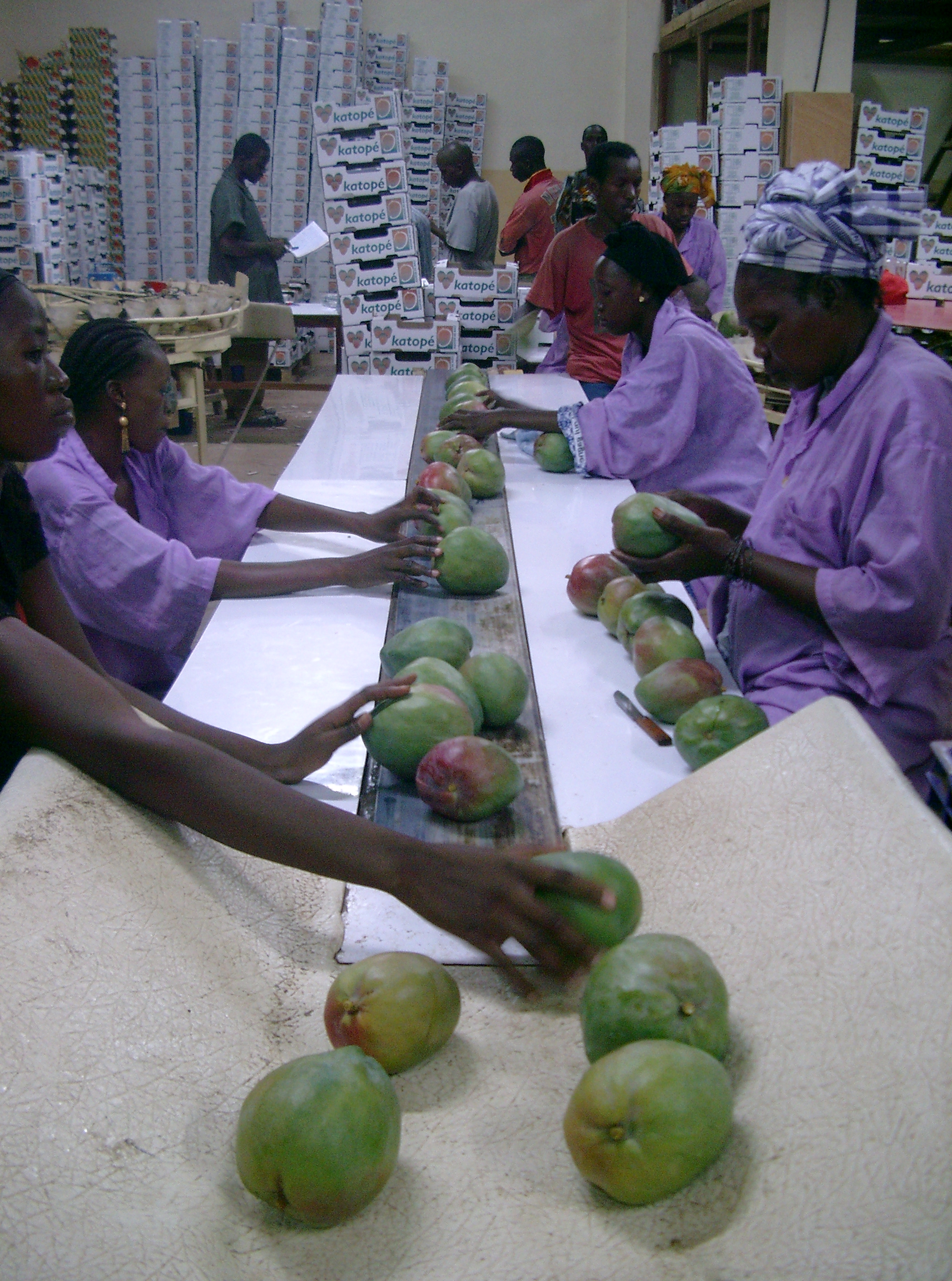
Пакування манго